# Ed Koch
Edward Irving "Ed" Koch (Nova York, Estats Units, 12 de desembre de 1924 - ibídem, 1 de febrer de 2013) va ser un advocat, polític, i comentarista polític nord-americà, que va ser congressista dels Estats Units des de 1969 fins a 1977, i alcalde de Nova York durant tres períodes entre 1978 i 1989.

## Primers anys
Koch va néixer el 1924 al si d'una família jueva a la secció anomenada Morrisania, al barri del Bronx. El seu pare treballava com  pelleter. Durant la Gran Depressió, les vendes de pells i altres objectes de luxe declinar fortament, i la família es va mudar de Nova York a Newark, Nova Jersey. La seva mare, Joyce, va morir de càncer a una edat relativament jove. Koch va estudiar al City College de Nova York entre 1941 i 1943.
S'allistà a l'Exèrcit dels Estats Units en 1943, on va servir com a home d'infanteria en la 104a Divisió d'Infanteria, arribant a Cherbourg, França, al setembre de 1944. Va guanyar dues Estrelles de Batalla com Soldat de Combat. Va ser donat de baixa amb el rang de sergent en 1946.
En aquest any, Koch va ingressar a l'Escola de Lleis de la Universitat de Nova York; aquest estiu també va treballar en un hotel de Sharon Springs. Es va rebre d'advocat en 1948, i en 1949 va començar a exercir.

## Advocat, oficial del partit i regidor
Koch va ser elegit líder distrital del Partit Demòcrata per Greenwich Village, estant en aquest càrrec des de 1963 fins a 1965, va ser delegat a la convenció estatal de 1964, i va ser elegit regidor de Nova York el 1966. En 1965 va recolzar públicament al republicà John Lindsay com a candidat a alcalde, tot i que seguia sent líder distrital demòcrata.

## Congressista
Ed Koch va ser representant del Partit Demòcrata pel 17è districte de Nova York des del 3 gener 1969 fins al 3 de gener de 1973, quan després d'una reestructuració de les àrees va passar a representar el 18è districte de Nova York fins al 31 de desembre de 1977, quan va renunciar per esdevenir alcalde de Nova York.
Koch va dir que va iniciar la seva carrera política com "un simple liberal", amb idees que incloïen l'oposició a la Guerra del Vietnam i la realització de marxes al sud del país per donar suport als drets civils. El 1973 va tenir una controvèrsia amb el llavors alcalde de Nova York, John Lindsay, causa de l'intent d'aquest d'instal·lar habitatges socials per a 3.000 persones en una comunitat de classe mitjana de Forest Hills, Queens. El congressista Koch es va reunir amb els residents, la majoria d'ells opositors a la proposta. Ell va ser convençut pels seus arguments, i es va pronunciar en contra del pla; aquesta decisió, segons ell, va impactar a varis dels seus associats polítics.

## Alcalde de Nova York

### Elecció de 1977 i primer període

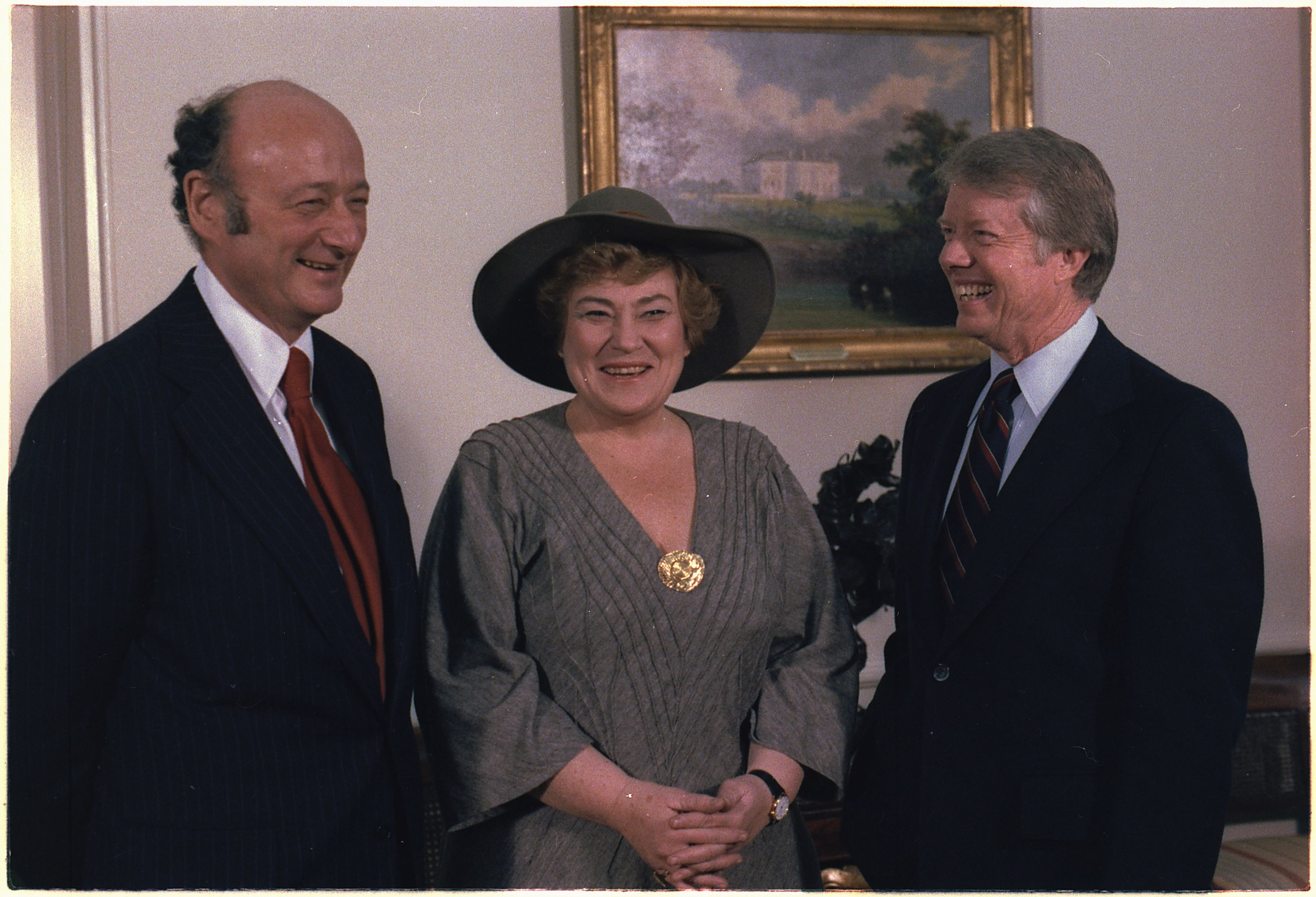
Koch es troba amb el President Jimmy Carter per primera vegada com a Alcalde de Nova York, amb la seva aliada i ex-oponent en l'elecció per a l'alcaldia, la congressista Bella Abzug (Febrer de 1978).

El 1977, Koch va competir en les primàries del  Partit Demòcrata per a l'elecció d'alcalde de Nova York contra l'alcalde del moment Abraham Beame, la congressista Bella Abzug, i Mario Cuomo, entre d'altres. Koch tenia una postura més dretana que la dels altres candidats, utilitzant una plataforma basada en el principi de llei i ordre. Segons l'historiador Jonathan Mahler, l'apagada ocorreguda al juliol, i els posteriors saquejos, van ajudar a Koch i el seu missatge de restablir la seguretat pública. Koch també atribueix part del crèdit per la seva victòria a la decisió de Rupert Murdoch que el New York Post el donés suport a les primàries i en l'elecció general. Koch va guanyar el vot inicial en les primàries demòcrates, així com la segona volta entre ell i Cuomo. En l'elecció general, també realitzada en 1977, Koch va derrotar a Cuomo, que va postular pel  Partit Liberal, i Roy M. Goodman, del  Partit Republicà.
Després de guanyar l'elecció, Koch va renunciar al Congrés per esdevenir el 105è Alcalde de Nova York.
Com a alcalde, Koch va restaurar l'estabilitat fiscal a la ciutat de Nova York i va generar un pressupost equilibrat. També va establir un sistema de selecció per mèrits per als jutges de les Corts Criminals i de Família, i va establir extensos programes d'habitatges. També va emetre una ordre executiva prohibint tota mena de discriminació contra els homosexuals pels empleats municipals.
L'abril del 1980, Koch va desarticular amb èxit una  vaga del metro i els autobusos, invocant la Llei Taylor, que prohibia les vagues d'empleats del govern local o estatal i imposava multes a qualsevol sindicat que truqués a vaga, les quals augmentaven a mesura que la vaga continués. En un matí, Koch va caminar cap a l'Ajuntament de Nova York des del Pont de Brooklyn, en solidaritat amb molts treballadors que van triar caminar per anar a la feina. Els vaguistes van retornar a la feina després d'onze dies.
Va ser delegat de la ciutat per a la Convenció Nacional Demòcrata de 1980. No obstant això, ell va convidar a Ronald Reagan a la Mansió Gracie poc després de l'elecció presidencial d'aquest any, en la qual Reagan va derrotar el candidat demòcrata, Jimmy Carter.
Durant la seva època com a congressista, va ser impulsor d'una esmena que va retallar l'assistència militar nord-americana al govern dictatorial uruguaià.

### Elecció de 1981 i segon període
El 1981, Koch es presenta per a la reelecció com a alcalde el 1981, amb el suport dels partits Demòcrata i Republicà. Va guanyar les eleccions de novembre, derrotant el seu principal oponent, el candidat del Partit de la Unitat, Frank J. Barbaro, amb el 75% dels vots.
El 1982, Koch es va postular sense èxit per Governador de Nova York, perdent la primària demòcrata davant Mario Cuomo. Molts diuen que el factor decisiu en la seva derrota va ser una entrevista a la revista Playboy en la qual descrivia l'estil de vida de Nova York, tant en els suburbis com al centre, com "estèril" i lamentava el fet de viure a la "petita ciutat" d'Albany si sortia triat governador, el que va generar el repudi dels votants d'altres ciutats de l'estat.
Koch sovint es va desviar de la línia liberal convencional, recolzant fortament la pena de mort i adoptant una línia dura en assumptes de "qualitat de vida", tals com donar-li més poders a la policia en tractar amb els indigents i afavorint la legislació que prohibia encendre la ràdio al metro i als autobusos. Aquestes posicions van trobar dures crítiques pel capítol local de la Unió Americana de Llibertats Civils i molts líders afroamericans, particularment el reverend Al Sharpton.
El 1984 Koch va publicar la seva primera memòria,Major, la qual va esdevenir un best-seller. El 1985 el llibre es va convertir en un musical amb el mateix nom de la publicació, i que va realitzar prop de 250 presentacions.

### Eleccions de 1985 i tercer període
El 1985, Koch novament va postular a l'alcaldia de Nova York, aquesta vegada amb el suport de demòcrates i independents; va derrotar la candidata del  Partit Liberal, Carol Bellamy, i la candidata republicana, Diane McGrath, amb el 78% dels vots.
El 1986, l'alcalde Koch va signar una ordenança de drets per a gais i lesbianes després que el consell va aprovar la mesura el 20 de març, després de diversos intents fallits per aprovar aquesta legislació. Malgrat la seva posició a favor de drets per als homosexuals, Koch no va revertir la decisió del Departament de Salut de Nova York de tancar les cases de bany i saunes gai el 1985 en resposta a la preocupació per la disseminació de la sida. Aquesta decisió va posar a la ciutat en un dilema, ja que aparentment les cases de bany havien de ser reobertes pel fet que diversos locals d'aquest tipus, però per a heterosexuals - incloent el famós Plat's Retreat - funcionaven a la ciutat, violant la llei anti-discriminació. El Departament de Salut, amb l'aprovació de Koch, va reaccionar ordenant el tancament definitiu dels clubs heterosexuals, incloent-hi Plat's Retreat. Aquest local es va traslladar a Fort Lauderdale, Florida, on va ser reobert sota el nom de Plat's Repeat.
Koch va patir un accident vascular cerebral el 1987 mentre era al càrrec, però va poder continuar amb les seves tasques habituals.
Koch va esdevenir una figura polèmica de la campanya presidencial de 1988 amb la seva crítica pública al candidat demòcrata, Jesse Jackson, que va sorprendre diversos observadors polítics després de guanyar primàries clau al març i competint amb el governador de Massachusetts, Michael Dukakis. A mesura que la primària d'abril a Nova York s'apropava, Koch va recordar als votants el marcatge antisemita de Jackson i va assenyalar que els jueus serien "bojos" si votessin per Jackson. Koch va donar suport al senador per Tennessee, Al Gore, que va tenir bons resultats al sud, però no va aconseguir més del 20% en estats del nord. Després de la primària de Nova York, Dukakis va obtenir deu punts d'avantatge sobre Jackson, amb el que va assegurar la seva candidatura presidencial.
El 1989 va postular per un quart període com a alcalde però va perdre la primària demòcrata davant David Dinkins, qui va derrotar a Rudolph Giuliani en l'elecció general. La campanya anti-Jackson desenvolupada per Koch el 1988 va fer enfadar diversos votants negres, tenint un paper gravitant en la victòria de Dinkins.

## Anys postalcaldia
En els anys posteriors a la seva alcaldia, Koch es va convertir en soci del bufet d'advocats Robinson, Silverman, Pearce, Aronsohn, i Berman LLP (actualment Bryan Cavel LLP) i es va convertir en comentarista polític, així com crític de cinema i restaurants per a la premsa escrita, ràdio i televisió. També es va convertir en professor adjunt de la Universitat de Nova York i va ser jutge en el programa de televisió The People s Court durant dos anys, després de la retirada de Joseph Wapner del programa. El 1999, va ser professor visitant a la Universitat Brandeis. Koch apareix regularment en el circuit lector, i posseeix un programa de conversa d'alta audiència en la radioemissora local  WABC. També és l'amfitrió del seu propi programa de comentaris de cinema en el lloc web anomenat The Major at the Movies.
Entre 2005 i 2007, Koch va escriure una columna setmanal per al New York Press. També escrivia crítiques de cinema per al diari de Greenwich Village, The Villager.
També va aparèixer en diversos especials televisius i comercials que involucren aspectes de la ciutat de Nova York. També va realitzar cameos en diverses pel·lícules, així com en l'episodi de la sèrie de HBO Sex and the City titulat "The Real Em".
És recordat com un benefactor de la democràcia uruguaiana a promoure a mitjans de la dècada de 1970 l'esmena que va prohibir l'ajuda fiscal del govern dels Estats Units a les forces militars i policials a Uruguai durant el cop d'estat.

## Vida personal
Koch va ser solter tota la vida, i la seva sexualitat va esdevenir tema durant l'elecció de 1977 amb l'aparició de pòsters amb l'eslògan "Vote for Cuomo, not the homo" (en espanyol: "Voti per Cuomo, no per l'homosexual"). Koch va denunciar aquest atac. Després d'esdevenir alcalde, Koch va començar a aparèixer en esdeveniments públics amb l'ex-Miss America i freqüent panelista de programes de concursos, Bess Myerson.
El 19 de gener de 2013, Kock va ingressar a l'hospital a causa de la inflamació dels seus turmells. Aquesta era la seva sisena hospitalització en els últims sis mesos. Va ser donat d'alta uns pocs dies després, el 26. No obstant això, va ser ingressat de nou el 28 de gener a l'Hospital presbiterià de Nova York, aquesta vegada per complicacions en la seva respiració i fluids en els pulmons. Finalment, va morir l'1 de febrer de 2013, quan es trobava a la unitat de cures intensives.

## Llibres
- Koch, Edward I. (1980).  The Mandate Millstone. US Conference of Mayors. ISBN B00072XPA8.
- Koch, Edward I. (1981).  How'm I doing? The Wit and Wisdom of Ed Koch. Lion Books. ISBN 0-87460-362-5.
- Koch, Edward I.; Rauch, William (1984).  Major. Simon & Schuster. ISBN 0-671-49536-4.
- Koch, Edward I. & Rauch, William (1989).  Politics. Horizon Book Promotions. ISBN 0-671-53296-0.
- Koch, Edward I. & O'Connor, John Cardinal (1989).  His Eminence and Hizzoner: A Candid Exchange: Major Edward Koch and John Cardinal O'Connor. William Morrow & Company. ISBN 0-688-07928-8.
- Koch, Edward I. & Jones, Leland T. (1990) All The Best: Letters from a Feisty Major Simon & Schuster. ISBN 0-671-69365-4.
- Koch, Edward I. & Paisner, Daniel. (1992).  Citizen Koch: An Autobiography St Martins Printing. ISBN 0-312-08161-8.
- Koch, Edward I. (1994).  Ed Koch on Everything: Movies, Politics, Personalities, Food, and Other Stuff. Carol Publishing. ISBN 1-55972-225-8.
- Koch, Edward I. & Resnicow, Herbert (1995).  Murder At City Hall. Kensington Publishing. ISBN 0-8217-5087-9.
- Koch, Edward I. & Staub, Wendy Corsi (1996).  Murder On Broadway. Kensington Publishing. ISBN 1-57566-186-1.
- Koch, Edward I.; Staub, Wendy Corsi & Resnicow, Herbert (1997).  Murder on 34th Street Kensington Publishing. ISBN 1-57566-232-9.
- Koch, Edward I. & Staub, Wendy Corsi (1998).  The Senator Must Die. Kensington Publishing. ISBN 1-57566-325-2.
- Koch, Edward I. (1999).  Giuliani: Nasty Man Barricade Books. ISBN 1-56980-155-X. Republished, 2007.
- Koch, Edward I. & Graham, Stephen P. (1999).  New York: A State of Mind. Towery Publishing. ISBN 1-881096-76-9.
- Koch, Edward I. & Paisner, Daniel (2000).  I'm Not Done Yet!: Keeping at It, Remaining Relevant, and Having the Time of My Life. William Morrow & Company. ISBN 0-688-17075-7.
- Koch, Edward I. & Koch Thaler, Pat (2004).  Eddie, Harold s Little Brother. Grosset & Dunlap. ISBN 0-399-24210-4.
- Koch, Edward I. & Heady, Christy (2007).  Buzz: How to Create It and Win With It AMACOM / American Management Association. ISBN 0-814-47462-4.